# البرامية
البرامية هي إحدى القرى اللبنانية من قرى قضاء صيدا في محافظة الجنوب.

## أعلامها
- خالد جنبلاط